# Кодевилла
Кодевилла (итал. Codevilla) — коммуна в Италии, располагается в регионе Ломбардия, в провинции Павия.
Население составляет 917 человек (2008 г.), плотность населения составляет 71 чел./км². Занимает площадь 13 км². Почтовый индекс — 27050. Телефонный код — 0383.

## Демография
Динамика населения:

## Администрация коммуны
- Официальный сайт: